# カルカノM1891
カルカノM1891（伊: Carcano Mod. 1891）は、1891年にイタリア王国で採用されたボルトアクションライフルである。イタリア軍初の無煙火薬を使用する制式小銃である。改良や再設計を重ねながら、第一次世界大戦から第二次世界大戦に至るまで50年近くイタリア陸軍の主力小銃として用いられた他、世界各国にも輸出されて民間でも使用された。
英語圏では派生型・改良型を含めてカルカノ（Carcano）と総称される。

## 概要

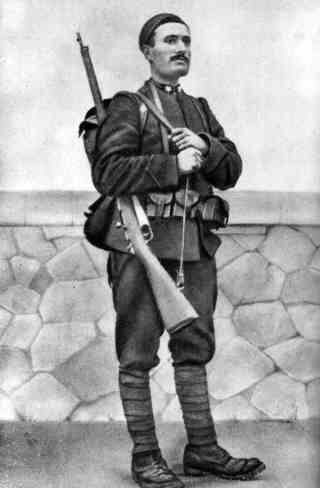
カルカノ小銃を携えたベニート・ムッソリーニ

リムレスの6.5 mm×52 マンリッヘル-カルカノ弾 Modello 1895を使用する、カルカノM1891（Modello 91、M91）は、1890年にトリノ陸軍工廠の主任設計者サルヴァトーレ・カルカーノによって開発され、それより前の世代の、10.35 mm×47R弾を使用する単発式ボルトアクションライフルである、ベッテルリM1870小銃および騎兵銃を、次々と置き換えていった。M1891は1892年から1945年まで生産された。
M1891には小銃（歩兵銃）と騎兵銃とTS騎兵銃があった。騎兵銃は全長が短く、背負った際に引っかからないようにボルトハンドルがストック方向に折れ曲がっていた。TS（Truppe Speciali＝特殊部隊用）騎兵銃は、砲兵・工兵・輜重兵部隊向けに、小銃（歩兵銃）を短くしたもので、通常の騎兵銃の折り畳み式スパイク状銃剣とは異なり、フロント・バンド下部に着剣ラグが設けられているのが特徴であった。TS騎兵銃は海軍部隊や民兵組織にも供給された。
M1891は第一次世界大戦中のイタリア軍と、第二次世界大戦中のイタリア軍とドイツ軍で使われた。そして戦後に再び、シリア、チュニジア、アルジェリアなどの国々の様々な紛争でも、正規軍・非正規軍問わず使われた。
日本でもM1891を原型とし、6.5 mm×50SR弾に使用弾薬を変更したイ式小銃を、昭和13年（1938年）にイタリアから約60,000挺輸入して、海軍陸戦隊で使用した。
カルカノはボルトアクションの機構上はモーゼル方式に分類されるもので、ボルト本体はボルトヘッドに2つのフロントラグを持つ1ピース構造、コッキングはボルトハンドルを起こす時に完了するコックオン・オープニング方式である。レシーバーの後方はボルトハンドルが通過する為に2分割されており、薬室閉鎖時にボルトハンドル自体が緊急用のリアラグの役目を果たすGew88に類似した構造である。弾倉もGew88に範を取った物で、5発の内蔵箱弾倉にエンブロック・クリップを用いて装填する。エンブロック・クリップは最終弾を薬室へ送り出すと弾倉下部の穴から自重で下に落ちるようになっており、これにより射手に弾切れを知らせる設計である。
カルカノの特徴的な構造は、安全装置である。カルカノの安全装置はコッキングピースとレシーバーの間に位置し、レバーを安全側へ動かすと操作ノブが銃身上方に立ち上がる事で、射手に安全位置である事を明瞭に示すものであり、こうした操作レバー自体はGew98や有坂銃でも見られるものであるが、その最大の特徴は、レバーを安全位置に動かすと撃針バネのテンションが抜ける点にある。同時にボルトハンドルも固定される為、安全位置に動かしている間は薬室の開放が行えず、コッキングピースはコッキングされたままバネ圧力のみが抜けるので、引金を引いても撃針は移動できず、万一薬室に装填中にシアーが破損する致命的な故障が発生したとしても、安全装置を掛けている限りは暴発する危険性が皆無となる。しかし、撃発位置へ動かす為には安全レバーを撃針バネのテンションを掛けるように強い力で押し込んだ後に右へ回す必要があり、素早い操作という点ではやや難があるものであった。また、Gew98のように安全装置を掛けた(撃針が固定された)状態でボルトのロックのみを解除する機能を有さない2ポジション式の安全装置の為、薬室からの脱包作業は安全装置を解除した状態で行う必要があり、この際の安全性はGew98の3ポジション式と比較して若干劣っている。
64式小銃の開発者の一人である伊藤眞吉が昭和56年に記述したところによると、M1891は小銃では極めて珍しいライフリングの刻み方である漸増転度を採用している事でも知られる。漸増転度とは、ライフリングの迎え角が最初は緩く、銃口に向かうに従って急角度になっていくもので、一般的な小銃が採用する迎え角が一定の等斉転度と比較して弾丸の角速度が一定となる利点があるが、製造の難易度が高い為に少なくとも昭和50年代中期まではM1891が小銃では漸増転度を採用する史上唯一のものであったという。
こうした基本構造は後継のM1938にも受け継がれたが、今日カルカノの構造を受け継いで製造されている民生ライフルは無く、僅かにブレイザーR93に安全位置で撃針バネのテンションが抜ける安全装置の概念が残る程度である。

## 歴史
この小銃はしばしば、（特にアメリカの用語で）「マンリッヘル-カルカノ（Mannlicher-Carcano）」、または「モーゼル-パラヴィチーノ（Mauser-Parravicino）」と呼ばれるが、どちらも正式な名称ではない。イタリアでの制式名はシンプルに「M1891」もしくは「M91」（イル・ノヴァントゥーノ il novantuno）である。
その小銃の名は慣用的に、本来はフェルディナント・マンリッヒャーの特許に基づき発展したエンブロック・クリップ（挿弾子）を使用する弾倉機構による。これをカルカノ式と呼ぶ。しかしカルカノ小銃のクリップの実際の形状と設計はドイツのGew88の派生型である。
1938年まで、全てのM1891小銃と騎兵銃は、6.5 mm×52弾 Modello 1895（リムレス、円頭弾、金属製薬莢、弾丸重量160グレイン、初速約2,000～2,400 ft/s（初速は銃身の長さによる））を使用していた。
イタリアの北アフリカでの戦役（1924～1934）と第二次エチオピア戦争（1934）の間の、短距離と長距離の射程の両方での、不十分な性能の報告の後で、1938年にイタリア陸軍は7.35 mm×51弾を使用する新しい短銃身の、「M1938」小銃（Modello 1938）を導入した。わずかな口径の増大に加えて、イタリアの銃砲設計者は新しい実包に尖頭弾を採用した。弾丸の先端にはアルミニウムが詰まっており、軟組織に着弾した時に、弾丸が不安定に転倒し、対象を内側から大きく破壊した。その設計はほとんど.303ブリティッシュ弾 Mk.7の模倣のようであった。
第一次世界大戦時のイタリアの主力騎兵銃であったM1891騎兵銃とTS騎兵銃は、1938年以降、新弾薬である7.35 mm×51弾を使用できるように、口径7.35 mmに変更し、リアサイトを固定式にするなど、改良され、M1891/38騎兵銃及びM1891/38 TS騎兵銃と、呼称された。「M1891/38」は「M91/38」とも表記される。
しかしイタリア政府は開戦前に、適切な量の新兵器と新弾薬を首尾よく大量生産できなかった。そして1940年に、M1891/38騎兵銃とM1891/38 TS騎兵銃を含む、全てのライフルと弾薬の口径が6.5 mmに再統一された。
6.5 mm×52弾仕様に戻されたM1891/38騎兵銃（≒短小銃）は、従来の小銃（歩兵銃）と比べて、全長が短く、取り回しの良さと、製造コストの安さと、省資源から、1940年から1943年にかけて、約1,618,000挺が生産され、各部隊に配備され、第二次世界大戦時におけるイタリア軍の主力ライフルとなった。6.5 mm×52弾仕様のM1891/38騎兵銃（短小銃）は第二次世界大戦中のイタリアで最も多く生産された小火器となった。
6.5 mm×52弾仕様のM1891/38 TS騎兵銃は、約198,000挺が生産された。

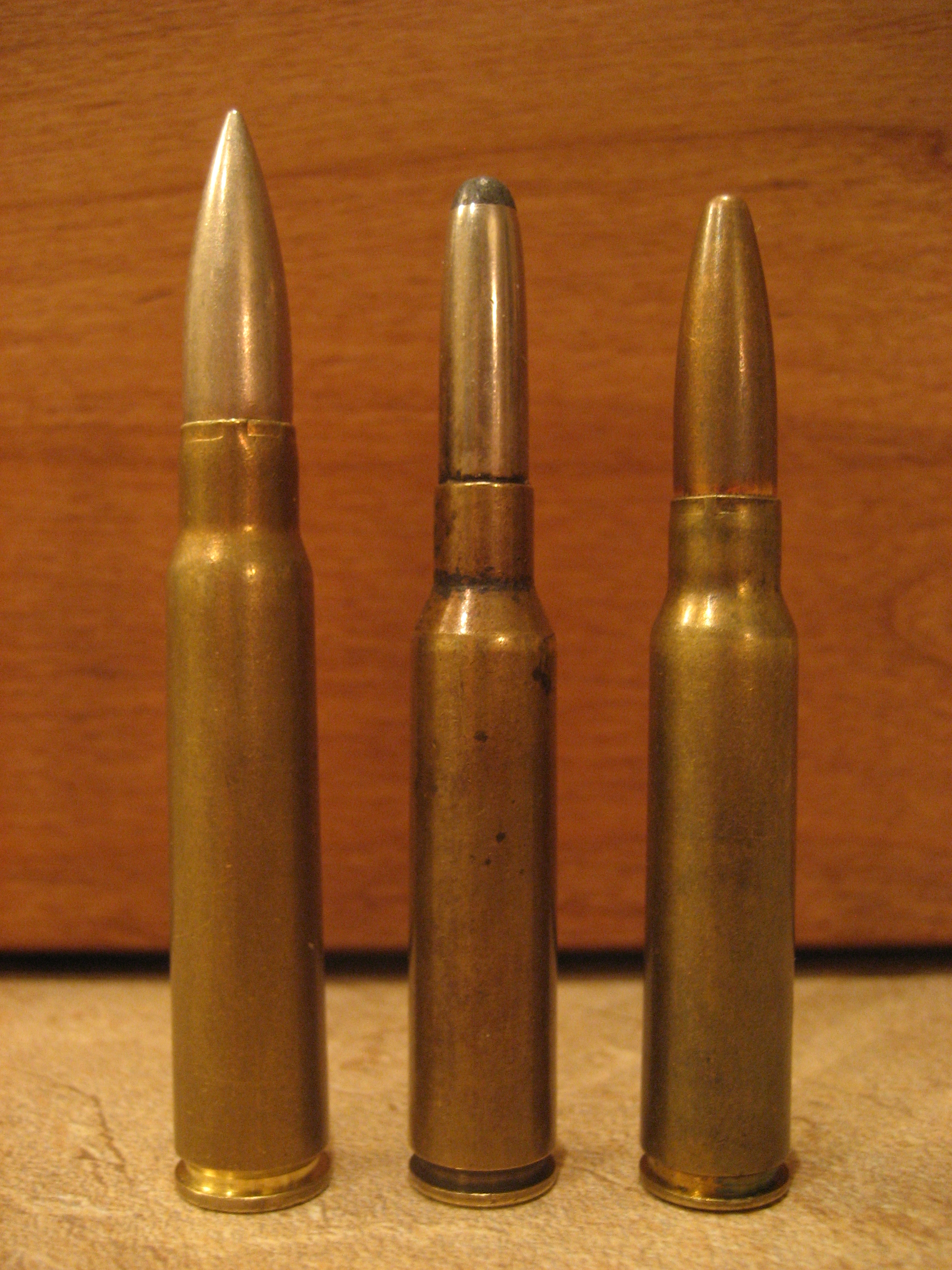
（左から右の順に） 7.92 mm モーゼル弾、6.5 mmと7.35 mm カルカノ弾

1941年に、イタリア軍はもう一度、オリジナルのM1891小銃よりわずかに短い、「M1891/41小銃」と呼ばれる、長銃身の歩兵銃に戻った。専用の狙撃銃型は存在しなかったが、第一次世界大戦では、いくつかのライフルがスコープと共に狙撃任務のために支給された。第二次世界大戦では（厳密に言えばプロトタイプだが）狙撃銃はあった。
1980年代以来、ドイツの7.92 mm×57 モーゼルs.S. ヘビーフルメタルジャケット弾を装填する「M1891/38 TS騎兵銃」が多く余剰市場に現れている。M1891/38 TS騎兵銃のわずかな2群は、1938と1941と刻印された銃身を示している。しかしそれらはその時期に、どのようなイタリア軍によっても使われなかった。
そして、それらに独特のシリアルナンバーは、それらが1945年より後に、他の物と共に、未使用の余剰銃身をくり抜いて口径を拡大され、7.92 mm仕様に改造された物かもしれないことを暗示している。第二次世界大戦後に、多くの7.92 mm仕様のカルカノ騎兵銃がエジプトに輸出され、そこでそれらは演習と訓練用の騎兵銃として使われたようである。また、数挺にはイスラエル軍の刻印が付いている。時折使用されたこれらの7.92 mmに改造されたライフルのための形式のあだ名である、「Modello 1943（M43）」は、それらがイタリア軍によって決してそのように指定されなかったので、間違いである。
ドイツ軍は1943年9月のイタリア降伏後に、大量のカルカノ小銃を鹵獲した。それらは1944年末から1945年にかけての、国民突撃隊の主要小銃となった。
第二次世界大戦後、イタリアはカルカノ小銃を、先ずイギリス製リー・エンフィールド小銃に、そして次に口径7.62 mmのアメリカ製M1ガーランド半自動小銃（イタリア名M52）に置き換えた。さらにフィンランドも残った大量のカルカノM1938の全てを余剰市場で売却したので、結果として、1950年代初めに大量の余剰カルカノ小銃がアメリカとカナダに売却された。
イタリアでは国家警察（Polizia di Stato）が、カルカノ小銃を1981年に退役させるまで留め置いた。戦後のギリシア軍では、鹵獲された6.5 mm仕様のカルカノ小銃が使用された。弾薬はU.S.ウェスタン実包会社が供給した。
オリジナルの6.5 mm×52 Modello1895 カルカノ弾は、第一次世界大戦時のフィアット レベリM1914重機関銃や、第二次世界大戦時のブレダM30軽機関銃にも使われた。
1935年に8x59mm RB ブレダ弾がいくつかのイタリア製重機関銃（フィアット レベリM1935重機関銃、ブレダM37重機関銃、ブレダM38車載機関銃）用に採用された。その長射程と大重量投射体は、戦闘において、特に車輌部隊相手に、よりいっそう効果的だと判明した。

## 派生型

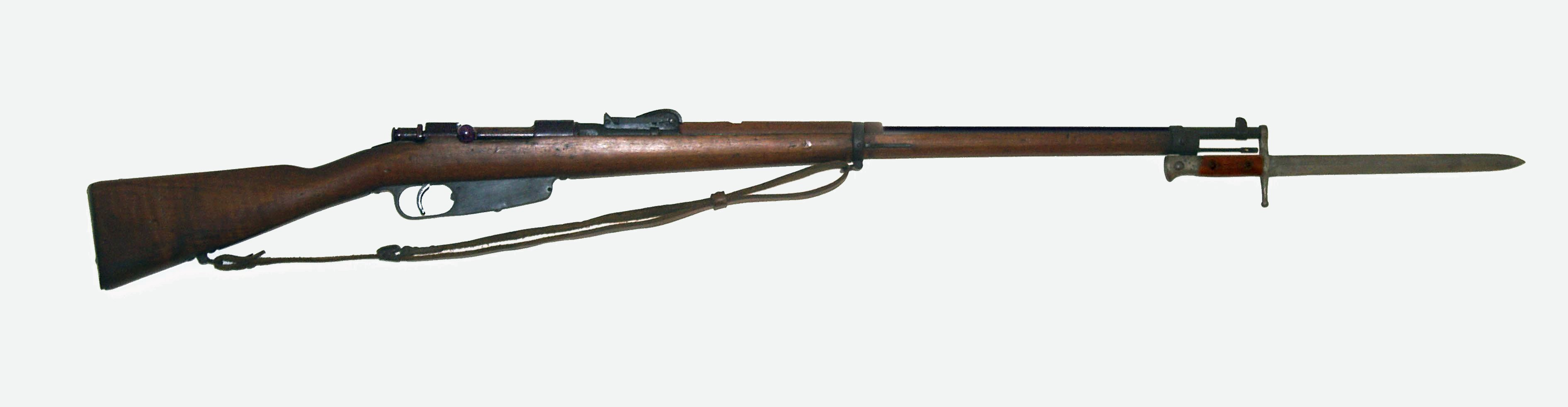
カルカノM1891小銃

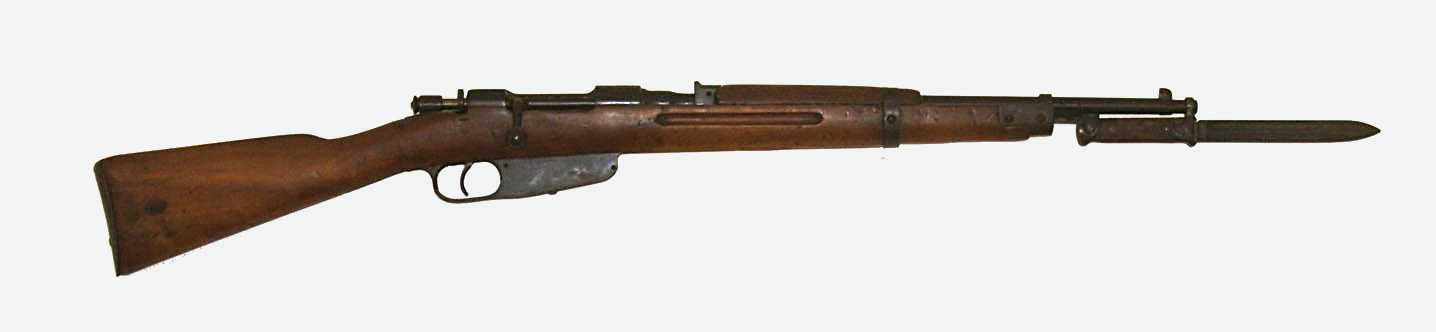
カルカノM1938短小銃

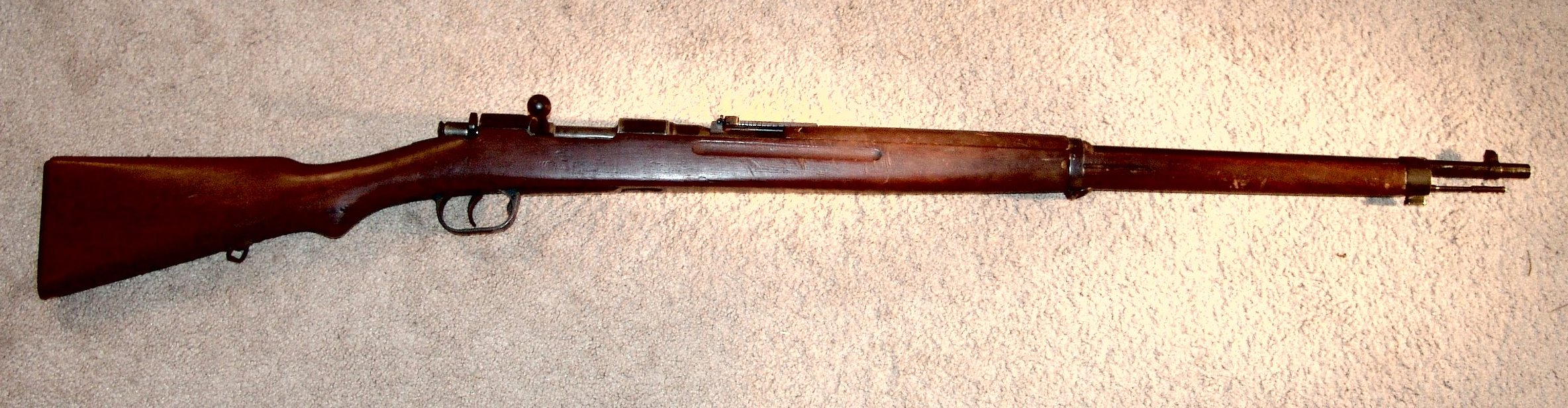
イ式小銃

- Carcano Mod. 1891 （カルカノM1891小銃、6.5 mm、1891年採用）
- Moschetto Mod. 1891 （カルカノM1891騎兵銃、6.5 mm、折りたたみ式銃剣付き、1893年採用）
- Moschetto Mod. 1891 per TS （カルカノM1891 TS特殊騎兵銃、6.5 mm、特殊部隊用、1897年採用）
- Moschetto Mod. 1891/24（カルカノM1891/24騎兵銃、6.5 mm、1924年採用）
- Moschetto Mod. 1891/28 TS （カルカノM1891/28 TS騎兵銃、6.5 mm、特殊部隊用、1928年採用）
- Tromboncino Mod. 1928（カルカノM1928騎兵銃、38.5 mmグレネードランチャー装備型、6.5 mm、特殊部隊用、1928年採用）
- Fucile Type I（イ式小銃、6.5 mm、1938年採用）
- Carcano Mod. 1938 （カルカノM1938短小銃、7.35 mm、1938年採用）
- Carcano Mod. 1891/38 （カルカノM1891/38騎兵銃、6.5 mm、1940年以降）
- Fucile Mod. 1891/41 （カルカノM1891/41小銃、6.5 mm、1941年採用）